# Lardo
A lardo (olaszul „szalonna”) az olasz konyha érlelt, zsíros szalonnája.
A legismertebb fajták Toszkána két városából (Aostatal, Colonnata) származnak, ahol a kőbányászok étele volt.
A lardót házi sertésből nyert hátszalonna kemény, bőr alatti részéből készítik. Mivel a házi sertés lényegesen nehezebb és zsírosabb, mint a szokásos hizlalt disznó, a hátszalonna ezen része kb. 5 cm vastag.
A lardo előállítása régiónként különbözhet, de általában a szalonnát nagy derékszögű szeletekre vágják, fűszerekkel, mint babérlevél, feketebors, zsálya, rozmaring, szegfűszeg, fahéj, boróka, szerecsendió és fokhagyma ízesítik, sós lében egymásra rétegezik, és Carrara-márványból készült speciális teknőben, nyomás alatt 3-6 hónapig érlelik. Colonnatában ehhez a kővályúhoz külön egy kristályos szerkezetű márványfajtát használnak. A vályúk az érés időtartama alatt márványlapokkal vannak letakarva. A sós lé tartalmazhat fehérbort is.
A jó lardo fehér vagy enyhén piros színű, tapintásra kívülről kemény, belül viszont puha, illatos, enyhén sós és dióra emlékeztető édes ízű. A sárga színű lardo rossz érlelésre utal, és avas.
Ez a fajta szalonna az ókor óta ismert, házi készítése azonban az utolsó évtizedekben kissé feledésbe merült, köszönhetően a csemegeboltoknak. A lardót fogyasztják előételként, felvágottként kenyérrel, sütve, és fűszeres hozzávalóként a tésztaételekben, mint például a Spaghetti alla gricia, vagy a polenta. Felhasználják még levesek és saláták készítésénél is.

## Fordítás
Ez a szócikk részben vagy egészben  a   Lardo című német Wikipédia-szócikk fordításán alapul.  Az eredeti cikk szerkesztőit annak laptörténete sorolja fel. Ez a jelzés csupán a megfogalmazás eredetét és a szerzői jogokat jelzi, nem szolgál a cikkben szereplő információk forrásmegjelöléseként.